# Gudrun (Name)
Gudrun ist ein weiblicher Vorname nordischer Herkunft und eine moderne Form von Guðrún.

## Herkunft und Bedeutung
Er setzt sich aus den germanischen Namenselementen GUD (Gott oder gut) und RUN (Geheimnis, Geheimlehre) zusammen. Verbreitet ist ebenfalls eine Verbindung zum Namenselement GUNN bzw. dem althochdeutschen gunt (Kampf). In anderen Quellen wird erklärt, dass der Name Gudrun aus den Worten "Gund" (Kampf) und "Runa" (Geheimnis) zusammen gesetzt sei. Der Name wird hier mit "Die Kampf kündende" übersetzt.
Seit dem Bekanntwerden und der Verbreitung germanischer Sagenstoffe in der Romantik (19. Jahrhundert) wurde er im deutschsprachigen Raum als Frauenname neu belebt.

## Namenstag
Der Namenstag ist am 8. Januar, Gedenktag der heiligen Gudula.

## Varianten
- Gudrun, deutsch, skandinavisch
- Gudrune (Nebenform von Gudrun)
- Gutrune (Nebenform von Gudrun)
- Guðrún, isländisch (mit Namensträgerinnen)
- Guðrun, färöisch

Kurzform: 
- Guda

## Namensträgerinnen

### Mythologische und literarische Figuren
- In der nordischen Mythologie ist Gudrun die Frau von Sigurd.
- Hauptfigur des dritten Teils der mittelalterlichen Kudrunsage
- Figur in der Nibelungensage
- In der Schreibweise Gutrune eine Figur in Richard Wagners Oper Götterdämmerung

### Vorname
- Gudrun Abt (* 1962), deutsche Leichtathletin
- Gudrun Brug (* 1949), deutsche Schriftstellerin
- Gudrun Corvinus (1931–2006), deutsche Geologin, Paläontologin und Prähistorikerin
- Gudrun Deubener (1931–2009), deutsche Drehbuchautorin und Szenaristin
- Gudrun Dube (* 1938), deutsche Rosenzüchterin
- Gudrun Engel (* 1979), deutsche Journalistin
- Gudrun Ensslin (1940–1977), Terroristin der RAF
- Gudrun Fey (* 1943), deutsche Rednerin, Rhetoriktrainerin, Sachbuchautorin und Unternehmerin
- Gudrun Gabriel (* 1955), österreichische Schauspielerin
- Gudrun Genest (1914–2013), deutsche Schauspielerin
- Gudrun Gundelach (* 1942), deutsche Schauspielerin
- Gudrun Gut (* 1957), deutsche Musikerin, DJ, Moderatorin und Musikproduzentin
- Gudrun Harrer (* 1959), österreichische Journalistin und Nahostexpertin
- Gudrun Inboden (* 1942), deutsche Kunsthistorikerin und Museumskuratorin
- Gudrun Keussen (1920–2006), deutsche Kinderbuchillustratorin
- Gudrun Kofler (* 1983), italienisch-österreichische Politikerin (FPÖ)
- Gudrun Kopp (* 1950), deutsche Politikerin (FDP)
- Gudrun Kugler (geb. Lang; * 1976), österreichische Politikerin (ÖVP)
- Gudrun Lange (* 1964), deutsche Sängerin, Texterin und Komponistin
- Gudrun Landgrebe (* 1950), deutsche Schauspielerin
- Gudrun Loewe (1914–1994), deutsche Prähistorikerin
- Gudrun Marci-Boehncke (* 1963), deutsche Literaturwissenschaftlerin und Medienforscherin
- Gudrun Okras (1929–2009), deutsche Schauspielerin
- Gudrun Pausewang (1928–2020), deutsche Schriftstellerin
- Gudrun Reinboth (* 1943), deutsche Schriftstellerin
- Gudrun Ritter (* 1936), deutsche Film- und Theaterschauspielerin und Hörspielsprecherin
- Gudrun Schwibbe (* 1952), Psychologin, Anthropologin und Hochschullehrerin
- Gudrun Schyman (* 1948), schwedische Politikerin und Feministin
- Gudrun Sjödén (* 1941), schwedische Modedesignerin
- Gudrun Thielemann (* 1926), deutsche Schauspielerin
- Gudrun Vaupel (* 1941), deutsche Synchronsprecherin und Schauspielerin
- Gudrun Wagner (1944–2007), Mitorganisatorin der Richard-Wagner-Festspiele in Bayreuth
- Gudrun Ziebold (* 1947), deutsche Badmintonspielerin

Für Trägerinnen des Namens Guðrún siehe dort.

## Weitere Verwendung
- (328) Gudrun, ein Asteroid
- Orkan Gudrun, ein Orkan

## Ähnliche Namen
Zu unterscheiden von:
- Gudula
- Gundula